# Oude Wierden
Oude Wierden (ook wel: Oudewierden) is een buurtschap in de gemeente Westerkwartier in de Nederlandse provincie Groningen.
Oude Wierden is gelegen aan de Kaleweg ten noorden van Opende en ten oosten van Surhuisterveen, met direct ten westen een restant van de Lauwers. De bebouwing van de buurtschap valt formeel onder het dorp Opende.

## Geschiedenis
De streeknaam Oude Wierden duidt vermoedelijk op de aanwezigheid van enkele verhoogde huisplaatsen. Deze zijn nog zichtbaar op hoogtekaarten. De ligging van de buurtschap aan de Kaleweg vormt een indicatie voor het opschuiven van het dorp Opende. Het dorp zou dan eertijds gelegen zijn geweest op een as tussen de Kaleweg en de Provinciale weg (de huidige bewoningsas). Zo is een oudere locatie voor de kerk van Opende gevonden aan de Hoflaan. Gelijk ook vastgesteld is voor het nabijgelegen Surhuizum, zou Opende omwille van bodemdaling door veenoxidatie opgeschoven zijn naar hogere gronden.
Het gebied ten noorden van Oude Wierden was oorspronkelijk in gebruik als hooiland. Hiervan getuigt de streeknaam meeden/mieden: "Opendermeeden", "Kornhornstermeeden", "Doezumermeeden" en "Surhuizumer Mieden". Direct ten westen van de buurtschap ligt nog een restant van de rivier Lauwers, welke contouren gevolgd worden door de Fryske Dyk. Waar de Kaleweg de Lauwers kruist, wordt op oude kaarten melding gemaakt van "Lappegat" of "Lappegats Stee".
De Kaleweg zelf is een middeleeuwse veendijk welke eertijds een verbinding vormde tussen Surhuisterveen en Grootegast. In de jaren 60 van de 19e eeuw kwam ten oosten van Oude Wierden de huidige Doezumertocht tot stand op initiatief van het waterschap Doezum en Opende. Het deel van deze tocht langs de Kaleweg zal ontstaan zijn als dijksloot van de middeleeuwse veendijk.

## Blotevoetenpad
Direct ten oosten van de buurtschap werd in 2003 't Blôde Fuottenpaad (Blotevoetenpad) aangelegd van de Kaleweg naar Peebos. Het pad kent routes van 1,6 en 3,4 km welke blootsvoets afgelegd kunnen worden. Dit pad werd anno 2016 drukbezocht.

## Sportpark Olde Wierden
Naar de Oude Wierden is het plaatselijke sportcomplex van Opende genoemd, Sportpark Olde Wierden. Hier was ook de hardloopwedstrijd "Olde Wierdenloop" naar genoemd.

## Galerij

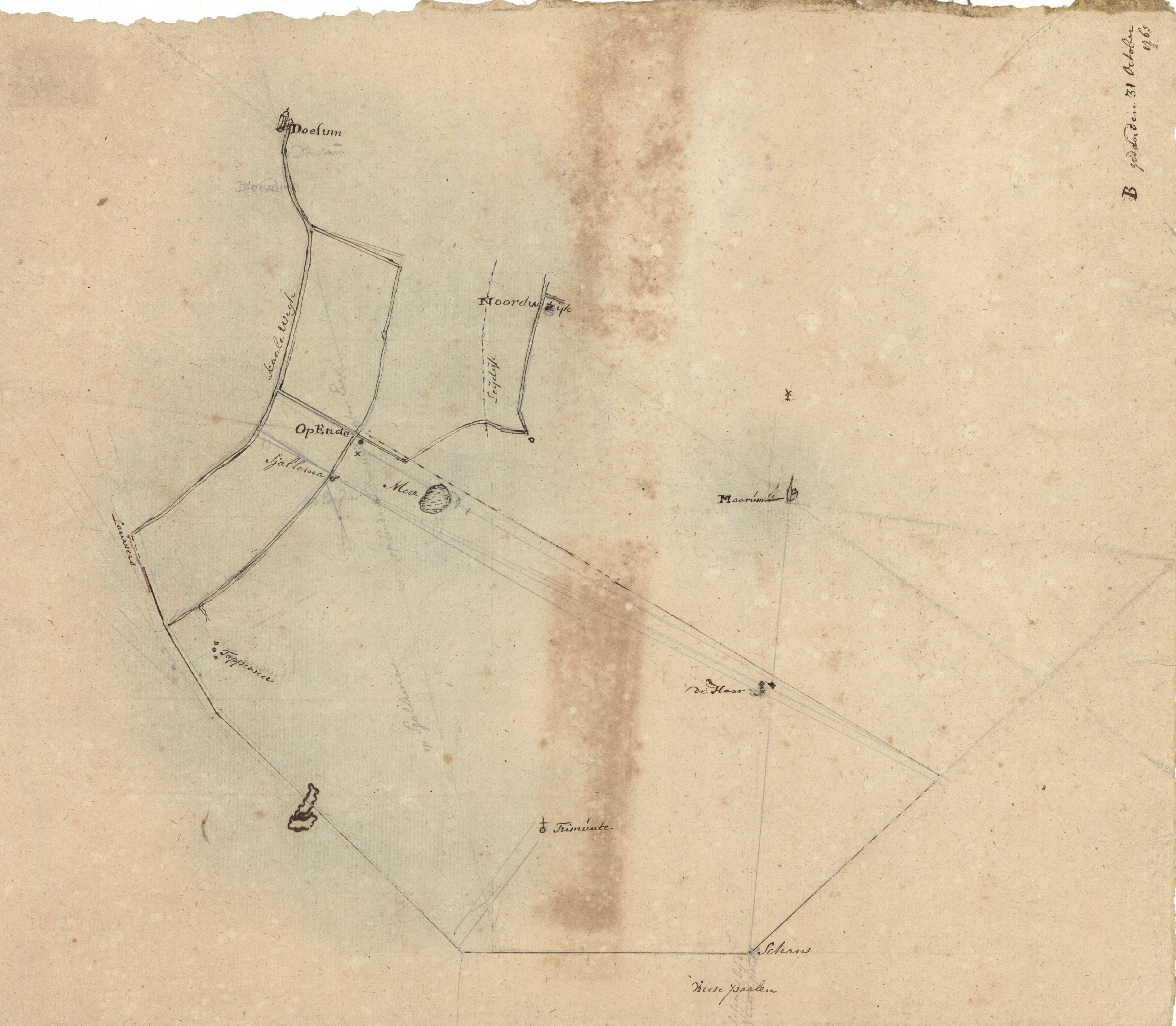
Schetskaart uit 1765 met links OpEnde en de Kaale Wegh
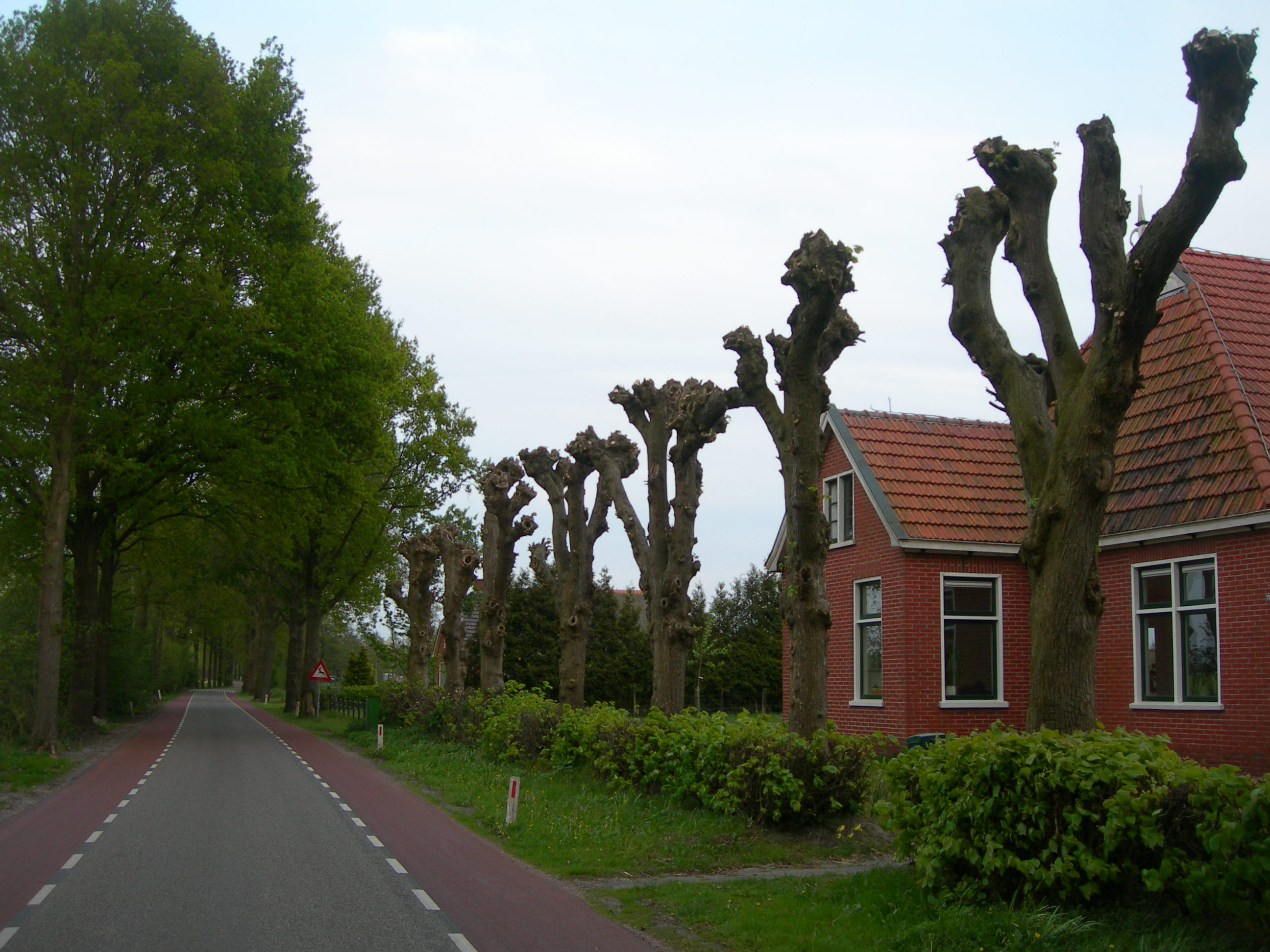
De Kaleweg bij Oude Wierden.
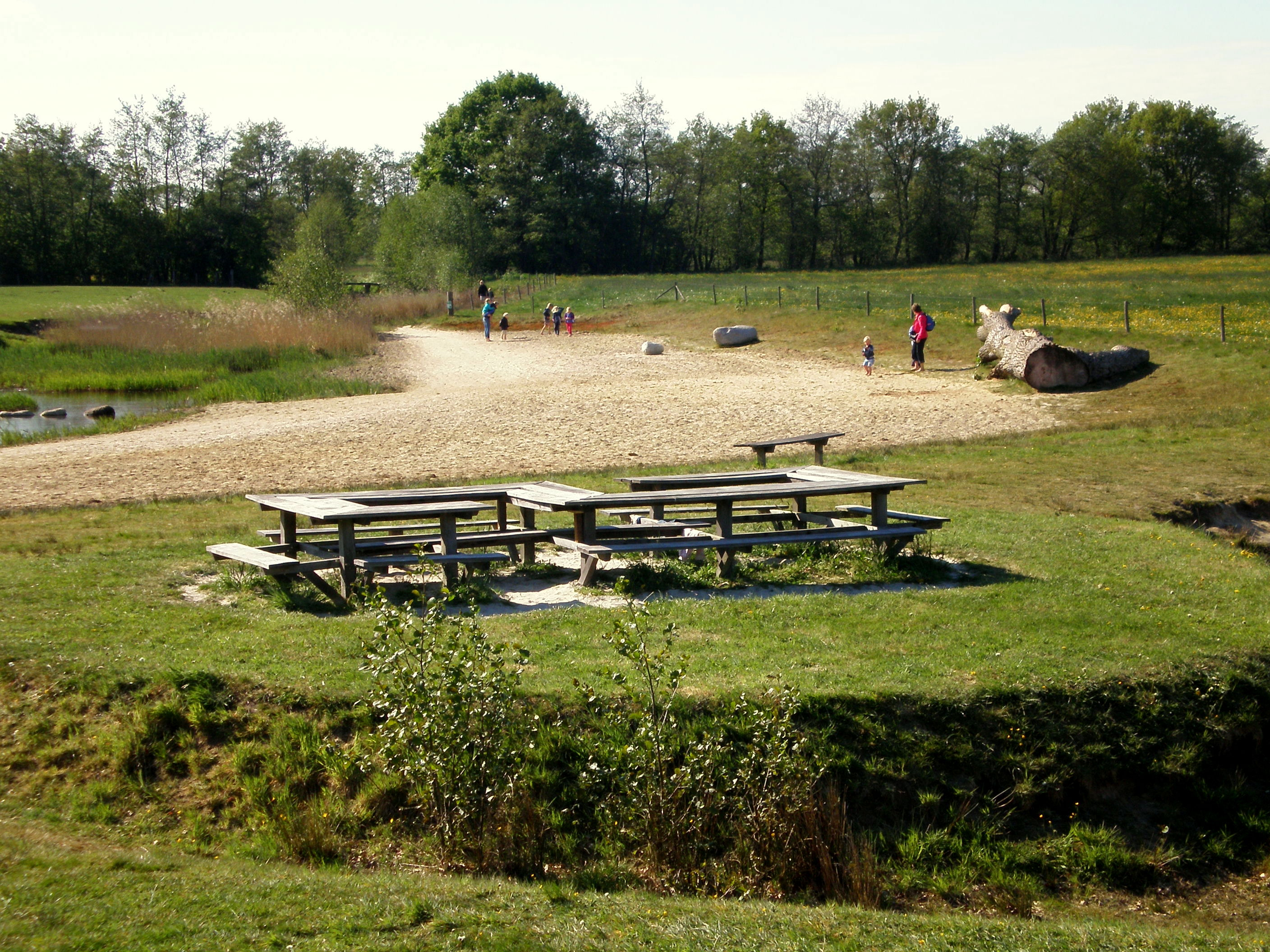
Het Blotevoetenpad ten oosten van Oude Wierden.